# 窗口管理器

图形用户界面的图层结构图

窗口管理器（Window manager）是在图形用户界面中，控制窗口位置与外观的软件。
许多窗口管理器是为了桌面环境编写，与桌面环境一同发布的，例如被GNOME使用的Mutter。同时也存在不少独立的窗口管理器，如Openbox、Awesome等。
大部分窗口管理器是为X Window系統，针对Linux、BSD等操作系统设计编写的，用户可以通过选择窗口管理器更改电脑的图形用户界面外观和使用方式。
对于微软Windows操作系统而言，用户可以选择利用替代殼程式的软件来修改图形用户界面。
例如，LiteStep可用以修改Windows 95、98或NT的用户界面，让其拥有Afterstep类的风格。OS/2的默认壳层是Presentation Manager，但是第三方可以提供替代品。
macOS使用苹果自行研发的窗口管理器。

## 分类
窗口管理器根据管理窗口的方式不同，被分为几个门类。
- 合成式窗口管理器(compositing window manager)
- 堆叠式窗口管理器(stacking window manager)
- 瓷砖式窗口管理器(tiling window manager)
- 动态窗口管理器(dynamic window manager)